# Bouwing
Met het begrip bouwing duidt men in rivierengebieden breed-opgezette landbouwbedrijven die op extensieve wijze gevoerd werden.

## Ontstaan
In de middeleeuwen werden weidegronden gebruikt als gemeenschappelijk 'meent' of 'gemeynt'. In de late middeleeuwen werden de weidegronden veelal gescheurd en in percelen verloot. Deze individuele percelen akkerland werden meestal in twee complexen om de tien jaar opnieuw verloot. Deze methode is kenmerkend voor het extensieve karakter van de landbouw. Vanaf de 17de eeuw werden er nog nauwelijks nieuwe deelnemers toegelaten. Op den duur kreeg men steeds hetzelfde perceel of meerdere percelen toegewezen waardoor de bezitters evolueerden tot eigenaren. 
Met name in de Betuwe zijn bouwingen bekend vanwege dat dit soort bedrijven in de seculaire depressie van na 1650 beter bestand waren tegen de afglijdende economische omstandigheden dan bijvoorbeeld de weidegebieden.
Anno 2015 is het scheuren van weidegronden gebonden aan regels.